# Colletes jejunus
Colletes jejunus är en biart som beskrevs av Noskiewicz 1936. Colletes jejunus ingår i släktet sidenbin, och familjen korttungebin. Inga underarter finns listade i Catalogue of Life.